# Alexandru Bădoiu
Alexandru Bădoiu (n. 17 august 1981, Pucioasa) este un fost fotbalist român care a evoluat ca fundaș dreapta. De-a lungul carierei a evoluat la FCM Reșița, Jiul Petroșani, Politehnica Timișoara și FCM Târgoviște.

## Legături externe
- Profil la Romaniansoccer.ro